# Дюперре, Луи Исидор
Луи Исидор Дюперре (фр. Louis Isidore Duperrey; 28 октября 1786, Париж — 25 августа 1865) — французский путешественник, мореплаватель, океанограф, офицер военно-морского флота, учёный. Член и президент Французской академии наук, член Американской академии искусств и наук.

## Биография
В 1802 году, в возрасте 16 лет, поступил на службу в военно-морской флот Франции.
В 1817—1820 в качестве морского гидролога принял участие в кругосветном плавании под командованием Луи де Фрейсине на корабле «Урания». Основной целью экспедиции было этнографическое изучение коренных народов малоисследованных земель. В течение трёх лет посетил Австралию, Новую Гвинею, острова Адмиралтейства, Каролинские острова, остров Гуам, на котором высадился в марте 1819 года. Пробыв в течение трёх месяцев на Марианских островах, экспедиция направилась к Гавайским островам, а затем к архипелагу Самоа и островам Кука. После этого Фрейсине взял курс на Австралию, где пробыл в течение месяца. Впоследствии экспедиция отправилась во Францию через южную часть Тихого океана, однако у Фолклендских островов судно «Урания» потерпело крушение. Тем не менее членам экспедиции удалось в ноябре 1820 года благополучно вернуться во Францию
После возвращения из экспедиции, Дюперре был назначен капитаном корвета «Ракушка» («La Coquille») и отправлен в новую кругосветную экспедицию, которая проходила с 11 августа 1822 по 21 апреля 1825 года, в котором принимал участие, в качестве первого помощника, Жюль Дюмон-Дюрвиль. Моряки побывали на Тенерифе, в Бразилии, открыли острова и атоллы Клермон-Тоннера, Дюперре, Дюмон-Дюрвиля, исследовали побережье Австралии, Новой Гвинеи, Новой Зеландии, ряд архипелагов и островов Океании, в том числе Таити, затем традиционно возвратились домой в Марсель через мыс Доброй Надежды. Путешествие было удачным, научные итоги были достаточно весомы. Участие в кругосветной экспедиции, в качестве корабельного врача и натуралиста, принимал Рене Примевэр Лессон.
В 1822 году в восточной части архипелага Туамоту, Дюперре обнаружил атолл Реао (площадью 9 км², координаты 18 ° 31 'ю. ш. 136 ° 22 'з. д.). В 1824 году он исследовал и нанёс на карту часть Каролинских островов, вторично открыл атолл Лозап (1,04 км², координаты 6 ° 52 'с. ш. 152 ° 42' в. д.). Тогда же, в группе островов Гилберта открыл атолл Маракеи (13,5 км², координаты 2 ° 00 'с. ш. 173 ° 17' в. д.). На северном побережье Северного острова Новой Зеландии его экспедиция обнаружила залив Бэй оф Айлендс.
Экспедиция Дюперре достигла важных научных результатов, связанных с океанографией, земным магнетизмом и изучением морских течений, важным вкладом в развитие науки стали исследования, проведенные Ж. Дюмоном-Дюрвилем. Интересно, что это была первая французская экспедиция, в ходе которой не был убит ни один человек. Описание экспедиции и её результаты, были опубликованы в 1826 году в «Mémoire sur les operations géographiques…» (Париж, 1826).
В 1825 стал капитаном фрегата. Между 1825 и 1830 году, опубликовал семь томов, связанных с историей и научными результатами экспедиции на «Ракушке» («La Coquille»), охватывающими все области науки (антропология, зоология, ботаника, география, гидрография, астрономия, метеорология и др.). Дюперре в них попытался объяснить формирование островов Тихого океана. Частью программы его экспедиции были также изучение языка, характера, манер, физиогномики островитян. Подготовил 53 географических карты. Написал книгу «Voyage autour du monde exécuté par la corvette la Coquille».
В 1842 году Дюперре был избран во Французскую академию наук, а с 1850 года был её президентом. В 1861 году стал членом Американской академии искусств и наук.
Его имя приносит атолл Дюперре (Лозап, 6 ° 52 'с.ш. 152 ° 42' в. д.) в районе Каролинских островов.